# Dasychira aurivillii
Dasychira aurivillii är en fjärilsart som beskrevs av Erich Martin Hering 1926. Dasychira aurivillii ingår i släktet Dasychira och familjen tofsspinnare. Inga underarter finns listade i Catalogue of Life.